# تپه مصلی همدان
تپهٔ مصلی(آتشگاه)'یا بنای آناهید به گفته پروفسور اذکایی در مقاله ستاره شناسی پیشینیان'۱۳۶۰' یکی از تپه‌های باستانی داخل شهر همدان است.(از آنجا که به نظر میرسد وجه آتشگاهی یا ستاره شناسی آن به وجه نمازگاهی اش میچربد نام[ تپه آتشگاه] پیشنهاد میشود

## پیشینه و نام
به دلیل اینکه در گذشته، نماز عیدین بر فراز آن اقامه می‌شده‌است(البته بیشتر بدان میماند که صلا در داده میشده یعنی به نماز دعوت میشده اند ) به این نام نامیده می‌شود. به نظر می‌رسد تپهٔ مصلا(آتشگاه) در راستای تپه سنگ شیر و هگمتانه قرار دارد و به هم پیوسته بوده‌اند. به نظر برخی از تاریخ‌نگاران، این تپه در دوره‌های پیش از اسلام رونق داشته و برج و بارویی داشته که ویرانه‌هایش هنوز باقی‌ست؛ گرچه بعضی از صاحب‌نظران کاخ‌های دولت ماد را در فراز آن می‌دانند لیکن در دورهٔ پارت‌ها تپه مصلا(آتشگاه) دارای استحکامات نظامی بوده‌است و بعضی آثار پیدا شده از آن دوره موید این نکته‌است.
تپه مصلا(آتشگاه) از سمت شمالی خود به‌وسیلهٔ عبور رود الوسجرد و خیابان شهدا (شورین) از تپه هگمتانه و به‌وسیلهٔ خیابان و میدان صدف از سمت جنوب شرقی از تپه سنگ شیر بریده شده‌است.